# 李槃 (萬曆進士)
李槃（1549年—？年），字用甫，號大蘭，浙江紹興府餘姚縣人，明朝政治人物。

## 生平
隆慶四年（1570年）舉庚午科浙江鄉試第二名，萬曆八年（1580年）庚辰科会试第一百二十七名，第三甲第一百四十九名進士。都察院觀政，本年授官承天府推官，萬曆十三年，充本省乡试同考官，因用朱筆批改諸生文字，十月被湖廣巡按御史任養心參劾，降雜職。十六年降为盂县典史，十九年升陕西镇原知县。

## 家族
六世祖 李貴昌，曾祖李克文，縣主簿；祖李公明；父李洙；母谷氏。具慶下，妻董氏，兄乾養（貢士），弟李棨；李槩；李棠。
子李安世。